# 劉捷 (台灣作家)
劉捷（1911年—2004年），使用筆名有郭天留、張猛三，屏東縣萬丹鄉人，寫作以評論為主，有「台灣的藏原惟人」之稱，且也寫新詩。作品散見《台灣新民報》、《台灣新聞》、《台灣文藝》、《台灣新文學》等。二二八事件爆發以後，被捕入獄。
劉捷一生與報刊似乎有不解之緣，先後擔任《臺灣新聞報》、《臺灣新民報》、《民報》記者、《國聲日報》副總編輯、臺灣區硫磺礦業公會、臺北市證券工會總幹事、《臺灣養雞月刊》主編。1964年，獨資創辦《農牧旬刊》，任發行人兼社長，至今仍持續發行。
日治時期曾赴中國擔任徐州市警察局分局長以及警察總局保安課長。

## 作品
劉捷的日文詩〈給亡友的獻詞〉，戰後由台灣詩人陳千武翻譯成中文，之後被收錄在陳明台主編的《陳千武譯詩選集》裡。劉捷在戰後寫了一些文章發表某些期刊，使用「台灣期刊論文索引系統」與「台灣書目整合查詢系統」查詢，到2014年10月23日為止，有幾篇文章及著作：

### 戰後的著作出版
- 劉捷、林曙光/著，《台灣文化展望》，春暉出版社，1994年。
- 劉捷/著，《光明禪》，漢光文化，1994年。
- 劉捷/著，《我的懺悔錄》，九歌出版社，1998年。

### 發表在期刊的文章
- 劉捷/著，〈關於報告文學〉，《臺灣文化》，1947年2月，頁15。
- 劉捷/著，〈日本養豬考察報告〉(1)~(6)，《農牧旬刊》，從1972年5月開始連載，到同年的8月。
- 劉捷/著，〈日本養豬考察訪問記〉(1)~(6)，《農牧旬刊》，從1980年11月25日開始連載，到1981年1月。
- 劉捷/著，〈幻影之人—翁鬧〉，《台灣文藝》，1985年7月，頁152-193。
- 劉捷/譯、清岡卓行/著，〈西洋近代詩的流派〉，《笠》，1986年6月，頁104-123。
- 劉捷/著，〈杜潘芳格的詩觀〉，《笠》，1986年，頁10-12。
- 劉捷/著，〈陳明臺的詩集—風景畫〉，《笠》，1986年6月，頁65-67。
- 劉捷/著，〈一顆明珠〉，《文訊》，1989年2月，頁101-111。
- 劉捷/著、吳枚芳/譯，〈一九三三年的臺灣文學界〉，《文學臺灣》，2001年4月，頁42-46。

### 發表在報紙的文章
- 劉捷/著，〈老作家的鄉愁〉，《自立晚報》，1984年12月28日。
- 劉捷/著，〈李敏勇的「暗房」〉，《自立晚報》，1986年4月20日。該文也刊載在《笠》詩刊第132期，頁54-56。
- 劉捷/著，〈關仔嶺玉蘭花香—憶詩人陳秀喜〉，《台灣新聞報》，1995年5月16日。
- 劉捷/著，〈傳記文學的現代意義〉，《台灣新聞報》，1999年7月20日。
- 劉捷/著，〈詩的心靈隨想記〉，《台灣新聞報》，2002年5月7日。

## 相關研究

### 博碩士論文
使用「台灣博碩士論文知識加值系統」查詢，到2014年10月23日為止，已知的有：
- 許倍榕，〈30年代啟蒙「左翼」論述—以劉捷為觀察對象〉，成功大學台灣文學研究所碩士論文，2005年。
- 蔡美俐，〈劉捷及其作品研究〉，中央大學中國文學系碩士在職專班碩士論文，2006年。
- 蕭柏暐，〈台灣的報業傳承與政治社會運動—以台灣民報社員人際網絡為中心〉，台北教育大學台灣文化研究所碩士論文，2011年。

### 論文集論文
使用「台灣文史哲論文集論文篇目索引系統」查詢，到2014年10月23日為止，還沒找到一篇相關文章。

### 期刊論文、評介
使用「台灣期刊論文索引系統」查詢，到2014年10月23日為止，已知的有：
- 劉靜娟，〈訪省籍先進作家專輯—孜孜不倦的劉捷先生〉，《中央月刊》，1982年8月，頁93-95。
- 張恒豪，〈農牧外的清音：訪問劉捷〉，《台灣文藝》，1986年9月，頁104-111。
- 楊錦郁，〈將生命的坎坷藝術化—專訪劉捷先生〉，《文訊》，1990年3月，頁85-90。
- 許素華，〈劉捷在明心見性中解脫〉，《文訊》，1995年7月，頁20-21。
- 林柏樑，〈被政治捉弄的劉捷〉，《書香遠傳》，2003年12月，頁44-45。
- 李宗慈，〈劉捷—發揚光明思想〉，《文訊》，2004年2月，頁27-28。
- 杜文靖，〈文學與禪的交融—悼文學老兵劉捷〉，《文訊》，2004年12月，頁142-144。
- 莊永清，〈日治時期高屏地區新文學作家簡介〉，《高苑學報》，2005年7月，頁325-353。
- 台文館，〈劉捷、吳漫沙、王昶雄〉，《臺灣文學館通訊》，2005年8月，頁12-17。
- 張念初等人採訪、蕭柏暐整理，〈記憶中的吳三連先生—劉捷口述訪談記錄與其內容考察〉，《臺灣史料研究》，2010年6月，頁122-133。
- 林淑慧，〈留日敘事的自我建構—臺灣日治時期回憶錄的跨界意識〉，《臺灣國際研究季刊》，2012年冬，頁161-190。

### 相關書籍(包括裡面的文章)
使用「臺灣書目整合查詢系統」查詢，到2014年10月23日為止，還沒有找到一本以劉捷及其作品為主要研究對象的書。

## 外部連結
- 李明進「劉捷─文化的筆耕者」 （页面存档备份，存于）
- 華文文學資訊平台>作家資料庫>劉捷[永久]
- 台灣文學網>文學史>大事紀>劉捷 （页面存档备份，存于）
- 高雄文學館作家作品主題網>劉捷[]